# Britt Herbots

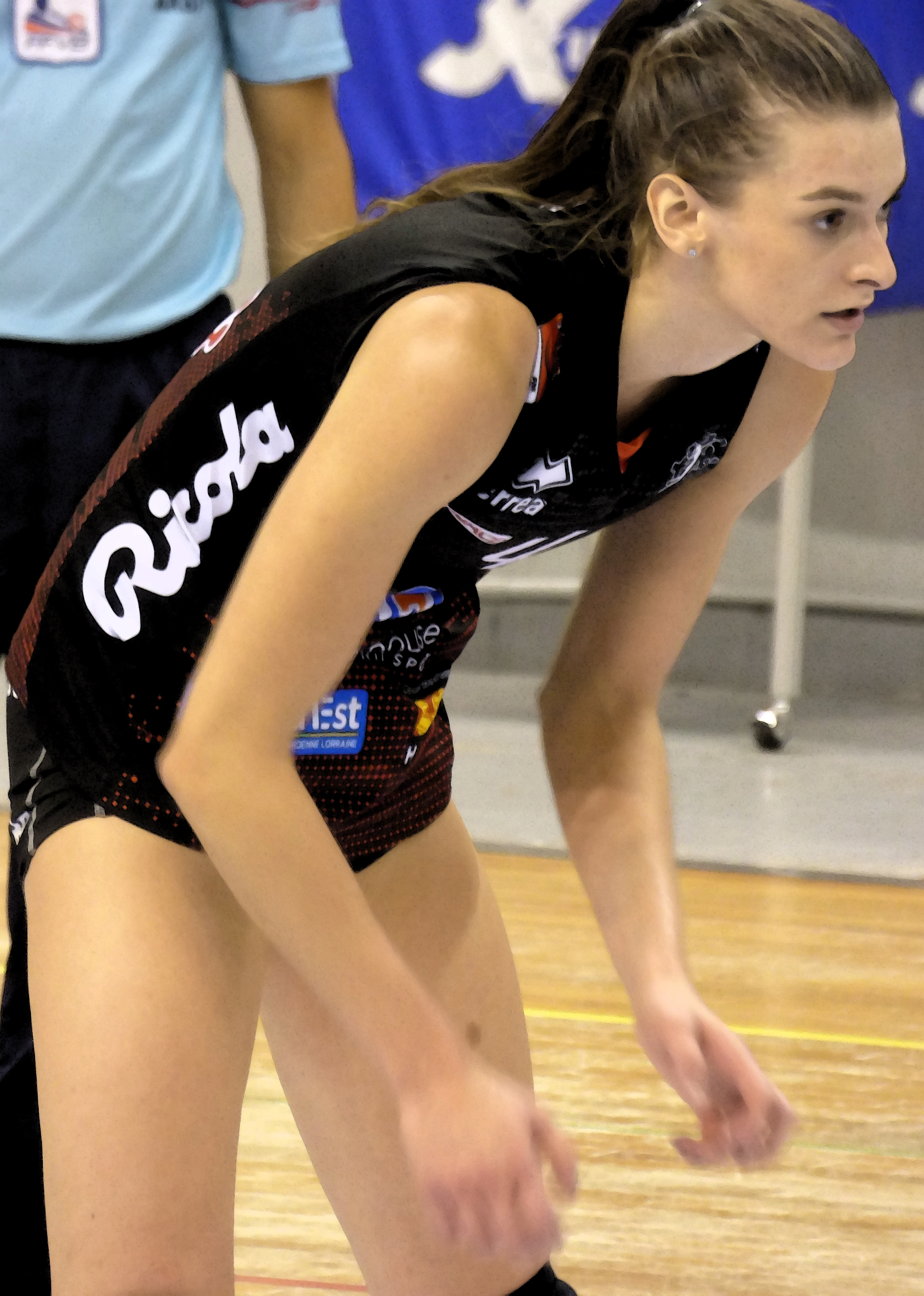
Britt Herbots zawodniczką ASPTT Mulhouse

Britt Herbots (ur. 24 września 1999 w Sint-Truiden) – belgijska siatkarka, grająca na pozycji przyjmującej. 
Jej tata Johan i mama Sigrid grali w przeszłości zawodowo w siatkówkę. Ma młodszą o 2 lata siostrę Jill.
Jej chłopakiem jest Andrea Panzeri, który jest asystentem trenera Massimo Barboliniego w drużynie Savino Del Bene Scandicci. 

## Przebieg kariery siatkarskiej
| Lata      | Klub                      |
| --------- | ------------------------- |
| 2015–2017 | Asterix Kieldrecht        |
| 2017–2018 | ASPTT Mulhouse            |
| 2018–2020 | Unet E-Work Busto Arsizio |
| 2020–2022 | Igor Gorgonzola Novara    |
| 2022–2023 | Il Bisonte Firenze        |
| 2023–2025 | Savino Del Bene Scandicci |
| 2025–     | Igor Gorgonzola Novara    |

## Sukcesy klubowe
Puchar Belgii:
- 2016, 2017

Liga belgijska:
- 2016, 2017

Superpuchar Belgii:
- 2016

Superpuchar Francji:
- 2017

Puchar CEV:
- 2019

Liga włoska:
- 2021, 2024[7]

Liga Mistrzyń:
- 2025[8]

## Sukcesy reprezentacyjne
Mistrzostwa Europy Kadetek:
- 2015[9]

Liga Europejska:
- 2024[10]

## Nagrody indywidualne
- 2015 - Najlepsza atakująca Mistrzostw Europy Kadetek[11]